# Juan Marcelino de Sagarvinaga
Juan Marcelino de Sagarvinaga, ou  Sagarbinaga, est un architecte espagnol, né à Castrojeriz (province de Burgos) le 26 avril 1753, et mort à Salamanque le 28 mars 1807 .
Il est le fils de l'architecte Juan de Sagarvinaga.

## Biographie
L'évêque Cayetano Quadrillero y Mota a fait construire la Maison des enfants exposés (Casa de los Niños Expósitos) de Ciudad Rodrigo sur les plans dressés par Juan de Sagarvinaga en 1769 mais n'a eu un commencement de réalisation qu'en 1777.
Il a commencé ses études à la Real Academia de Bellas Artes de San Fernando en 1773. Puis il a travaillé sur les ouvrages dessinés par son père, à Salamanque et à Ciudad Rodrigo.
Il dirige la construction de l'Hospice de Miróbriga (Ciudad Rodrigo) en 1779. Il va résider à Ciudad Rodrigo en 1782 et 1783 pour surveiller la réalisation de travaux. Il a été alors un des principaux collaborateurs de son père ce qui rend difficile de séparer les ouvrages conçuc par le père ou par le fils.
Il a été nommé «Académico de Mérito» de la Real Academia de San Fernando le 5 octobre 1788.
En 1793, les prêtres de la Real Clerecia de San Marcos après avoir pris possession du Collège jésuite du Saint-Esprit (Real Colegio del Espiritu Santo) l'ont chargé de transformer le chœur de l'église.
Il a terminé en 1803 la restauration de l'église de Santa Cruz de Medina de Rioseco endommagée par le séisme de 1755 à Lisbonne.
En 1800, il a obtenu le poste de maître de police de la ville de Salamanque qui lui ont permis d'étudier plusieurs projets comme les postes de surveillance à l'entrée du pont romain (Puente Mayor) et de la porte de San Pedro. Cette nomination l'a amené à répondre à des sollicitations d'avis du Conseil de Castille et de l'Académie de San Fernando sur des projets d'intérêt public.
En 1803, la ville de Salamanque s'est intéressée à la recherche de sources d'eau potable pour mieux approvisionner la ville. Des premiers travaux ont été commencés à Las Cadenas sous la direction d'Andrés Bazán mais vont vite s'aarêter. En 1804, un ordre royal réactive le projet. L'étude est confiée à Juan Marcelino de Sagarvinaga qui vient d'arriver à Salamanque et est membre de l'Académie royale de San Fernando. Il remet son rapport le 19 juillet 1804, indiquant que le tracé était faisable mais qu'il ne pouvait garantir la quantité d'eau disponible à l'arrivée à cause des pertes importantes qu'il pouvait y avoir. Le coût du projet va l'arrêter.
Il a dressé un plan de la ville en 1804 dans le but d'étudier comment améliorer l'approvisionnement en eau de la ville,. Il était basé sur le plan tracé 20 ans auparavant par Jerónimo García de Quiñones sans grandes modifications.
Il remplace en 1805 Jerónimo García de Quiñones comme architecte de la municipalité de Salamanque et le reste jusqu'à sa mort en 1807. Il va construire les premiers trottoirs de la ville dans la rue de la Rúa. Il a fait construire en 1807 l'escalier del Ochavo pour accéder à la plaza Mayor.